# 민담
민담은 예로부터 민간에 전해져 내려오는 민중의 이야기를 말한다.

## 같이 보기
- 설화
- 전설
- 신화